# Сі-Ранч-Лейкс (Флорида)
Сі-Ранч-Лейкс (англ. Sea Ranch Lakes) — селище (англ. village) в США, в окрузі Бровард штату Флорида. Населення — 540 осіб (2020).

## Географія
Сі-Ранч-Лейкс розташоване за координатами 26°12′0″ пн. ш. 80°5′54″ зх. д. / 26.20000° пн. ш. 80.09833° зх. д. (26.199870, -80.098403).  За даними Бюро перепису населення США в 2010 році селище мало площу 0,50 км², з яких 0,46 км² — суходіл та 0,04 км² — водойми.

## Демографія
Згідно з переписом 2010 року, у селищі мешкало 670 осіб у 286 домогосподарствах у складі 197 родин. Густота населення становила 1336 осіб/км².  Було 351 помешкання (700/км²).
Расовий склад населення:
| - 97,3 % — білих - 0,6 % — чорних або афроамериканців - 0,6 % — азіатів - 0,1 % — корінних американців |

До двох чи більше рас належало 0,6 %. Частка іспаномовних становила 9,7 % від усіх жителів.
За віковим діапазоном населення розподілялося таким чином: 22,5 % — особи молодші 18 років, 50,5 % — особи у віці 18—64 років, 27,0 % — особи у віці 65 років та старші. Медіана віку мешканця становила 51,4 року. На 100 осіб жіночої статі у селищі припадало 88,2 чоловіків;  на 100 жінок у віці від 18 років та старших — 86,7 чоловіків також старших 18 років.
Середній дохід на одне домашнє господарство  становив 198 137 доларів США (медіана — 122 188), а середній дохід на одну сім'ю — 197 903 долари (медіана — 126 667). За межею бідності перебувало 6,4 % осіб, у тому числі 6,5 % дітей у віці до 18 років та 4,3 % осіб у віці 65 років та старших.
Цивільне працевлаштоване населення становило 309 осіб. Основні галузі зайнятості: науковці, спеціалісти, менеджери — 25,9 %, освіта, охорона здоров'я та соціальна допомога — 18,8 %, фінанси, страхування та нерухомість — 14,2 %, роздрібна торгівля — 13,6 %.